# Agustín Bertomeu
Agustín Bertomeu, né le 18 avril 1939, à Barcelone, en Espagne, est un ancien joueur espagnol de basket-ball.